# John Holmes (Diplomat)

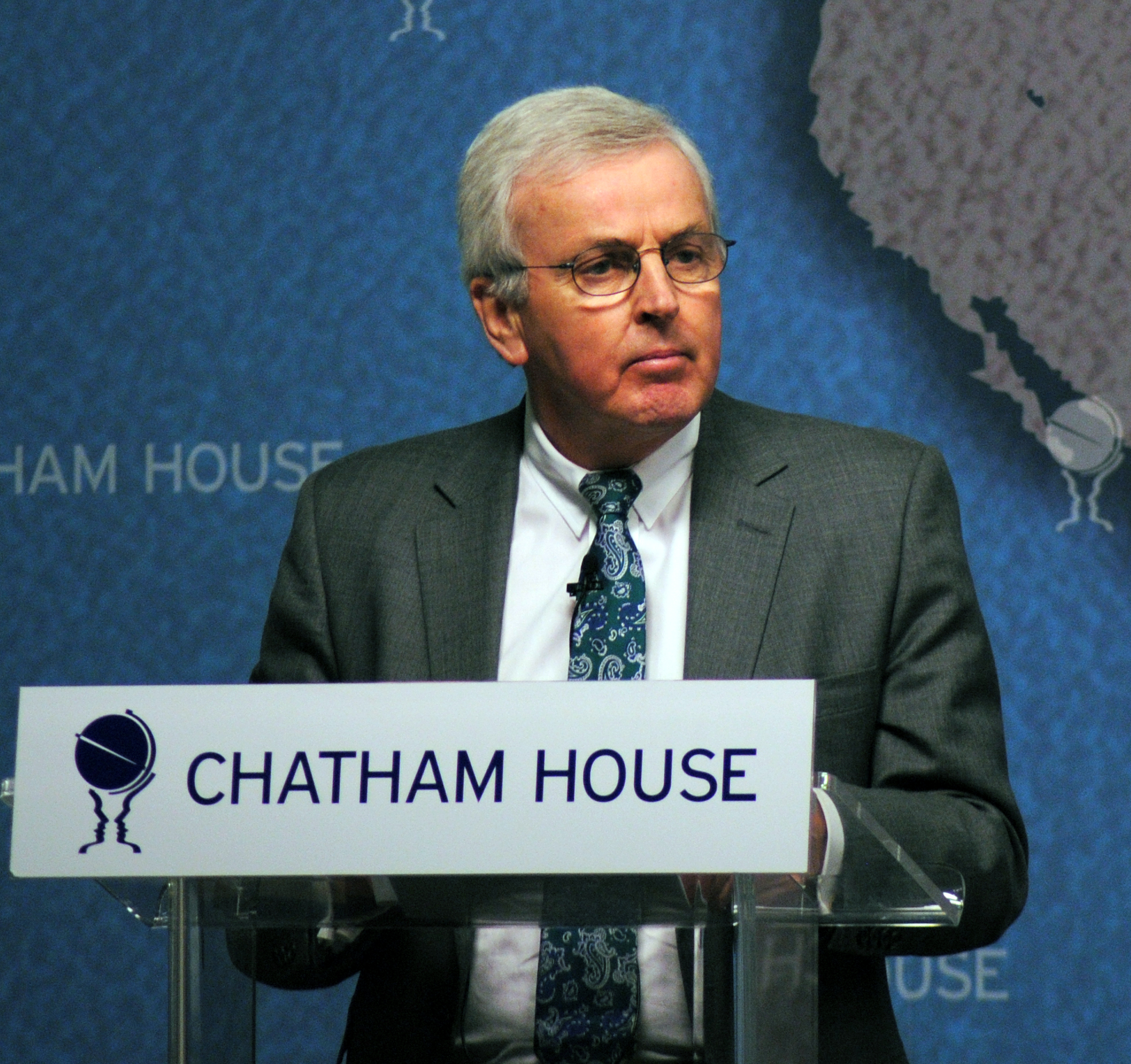
Sir John Holmes (2013)

Sir John Holmes, GCVO, KBE, CMG, (* 29. April 1951 in Preston, England) ist ein britischer Diplomat und war von 2007 bis 2010 Untergeneralsekretär für humanitäre Angelegenheiten der Vereinten Nationen und UN-Nothilfekoordinator.
Holmes besuchte das Balliol College der University of Oxford. Er war ab 1973 drei Jahre für das britische Foreign and Commonwealth Office tätig, und währenddessen auch zeitweilig zur britischen Mission bei den Vereinten Nationen in New York entsandt. Ab 1976 arbeitete er in der Britischen Botschaft in Moskau. Ab 1978 arbeitete er wieder für das britische Außenministerium in den Abteilungen für den Nahen Osten und Nord-Afrika.
1982 wurde Holmes Assistant Private Secretary des Außenministers. Von 1984 bis 1987 war er in der Britischen Botschaft in Paris tätig. Von 1987 bis 1991 arbeitete er wiederum in London. Anschließend war er bis 1995 als Berater für Wirtschaft und Handel des britischen Botschafters in Neu-Delhi (Indien) tätig. Ab 1995 arbeitete er wieder in London zunächst als Chef der Abteilung „Europäische Union“ im Außenministerium, ab 1997 als Principal Private Secretary von Premierminister Tony Blair. Von 1999 bis 2001 war Holmes Botschafter in Portugal, danach bis 2006 Botschafter in Frankreich.
Im Januar 2007 wurde er von UN-Generalsekretär Ban Ki-moon zum Untergeneralsekretär für humanitäre Angelegenheiten der Vereinten Nationen und UN-Nothilfekoordinator ernannt. Im September 2010 übergab er dieses an Valerie Ann Amos, Baroness Amos.